# (58896) Schlosser
(58896) Schlosser ist ein Asteroid des mittleren Hauptgürtels. Er wurde am 15. Mai 1998 an der Starkenburg-Sternwarte in Heppenheim (IAU-Code 611) entdeckt. Bei der Entdeckung hatte der Asteroid eine scheinbare Helligkeit von 18 mag.
Mittlere Sonnenentfernung (große Halbachse), Exzentrizität und Neigung der Bahnebene von (58896) Schlosser entsprechen grob der Eunomia-Familie, einer nach (15) Eunomia benannten Gruppe, zu der vermutlich fünf Prozent der Asteroiden des Hauptgürtels gehören.
Der Asteroid wurde am 30. März 2010 nach dem deutschen Astronomen Wolfhard Schlosser benannt.